# Eva di Cornillon

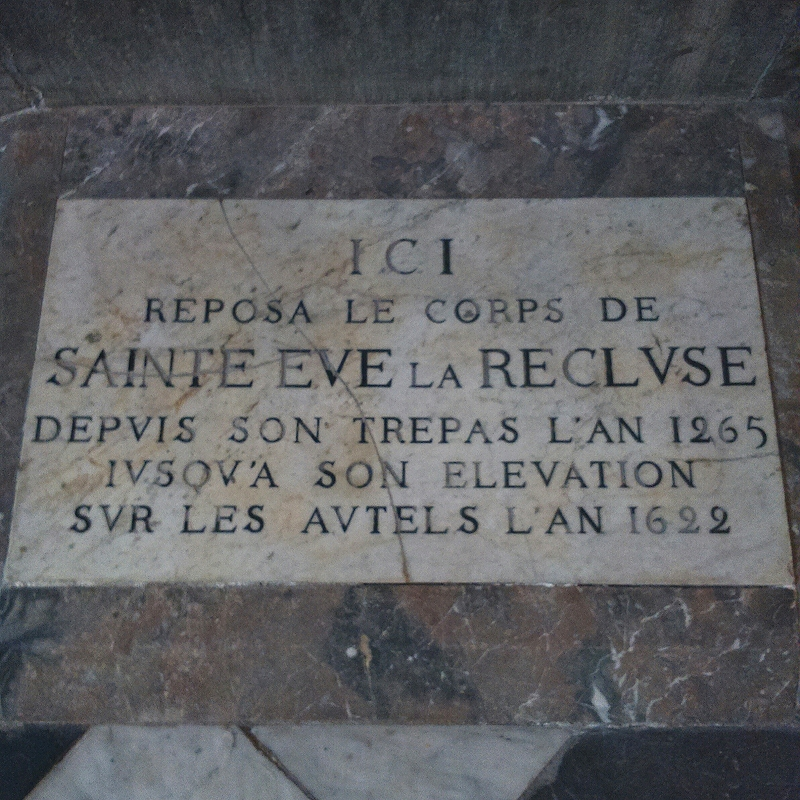
La tomba di Eva di Cornillon nella collegiata di San Martino a Liegi

Eva di Cornillon, o di San Martino (Liegi, 1205 circa – Liegi, 1265 circa), è stata una vergine reclusa della collegiata di San Martino a Liegi, promotrice dell'istituzione della festa del Corpus Domini; il suo culto come santa fu confermato da papa Leone XIII nel 1902.

## Biografia
Le principali notizie biografiche sono scarse: nacque probabilmente tra il 1205 e il 1210 da una famiglia verosimilmente agiata (finanziò l'erezione dell'oratorio di Giuliana di Cornillon) e si ritirò presto a condurre vita da vergine reclusa in una cella presso la collegiata di San Martino a Liegi.
Nel suo reclusorio riceveva frequentemente Giuliana, che ne fece la sua confidente, e si unì a lei nella promozione dell'istituzione di una festa che celebrasse il Santissimo Sacramento. Fu Eva ad agire presso il vescovo di Liegi affinché papa Urbano IV istituisse la festa del Corpus Domini: l'8 settembre 1264 il pontefice, da Orvieto (ove risiedeva con la Curia, non essendo mai andato a Roma dopo l'elezione), le scrisse inviandole la bolla Transiturus e annunciandole l'introduzione della festa (già approvata con la redazione della stessa bolla l'11 agosto 1264) e la invitava a diffonderne l'ufficio.
Morì attorno al 1265.

## Il culto
La sua tomba nella collegiata di San Martino divenne presto meta di pellegrinaggi.
A seguito delle numerose richieste di reliquie, il 3 giugno 1622 il capitolo della collegiata decise di procedere a una ricognizione solenne del suo corpo. Alcune reliquie furono date all'infanta Isabella, governatrice dei Paesi Bassi, altre alla cattedrale di Gand e altre all'arcivescovo di Cambrai, all'imperatore d'Austria, all'abate di San Michele di Anversa, alla regina Maria Leszczyńska.
Il culto tributato ab antiquo alla santa vergine reclusa fu confermato da papa Leone XIII il 1º maggio 1902.
Il suo elogio si legge nel Martirologio romano al 14 marzo.